# David Park (Maler)
David Park (* 17. März 1911 in Boston, Massachusetts; † 20. September 1960 in Berkeley, Kalifornien) war ein US-amerikanischer Maler. Er gilt als Begründer und wichtigster Vertreter der Bay Area Figuration, einer neo-figurativen Stilrichtung der Malerei, die um die Mitte des 20. Jahrhunderts an der Westküste der Vereinigten Staaten aus dem Abstrakten Expressionismus hervorging.

## Leben und Werk

### Kindheit und Jugend
David Park wurde 1911 in Boston als drittes von vier Kindern eines unitarischen Geistlichen geboren.  Seine Schullaufbahn absolvierte er überwiegend in seiner Geburtsstadt, die Sommerferien verbrachte die Familie meist in Peterborough, New Hampshire.
Auf Anregung einer künstlerisch tätigen Tante väterlicherseits, Edith Park Truesdell, übersiedelte David Park 17-jährig an die Westküste der USA und nahm 1928 am Otis Art Institute (heute Otis College of Art and Design) in Los Angeles ein Malereistudium auf.

### 1930er Jahre: figurative Anfänge
Im Jahr 1930 heiratete der zu diesem Zeitpunkt 19-jährige die aus Berkeley in der kalifornischen Bay Area stammende Lydia Newell, mit der er zwei Töchter, Natalie (* 1931) and Helen (* 1933), hatte.
Eine erste Einzelausstellung wurde 1934 von der Oakland Art Gallery in der gleichnamigen kalifornischen Stadt ausgerichtet. Parks figurative Malerei der ersten Hälfte der 1930er Jahre war Ergebnis einer intensiven Beschäftigung mit Vorbildern der europäischen klassischen Moderne, insbesondere des Kubismus sowie des französischen Neoklassizismus der 1920er Jahre, wie er etwa von André Derain, aber auch von Pablo Picasso vertreten wurde.
Motivisch überwog in Parks mittel- bis großformatigen Gemälden dieser Zeit Dynamisches: Gruppen von Musizierenden, Tanzenden und Badenden, auch das Motiv der Ruderbootfahrer, das in Parks Malerei der 1950er Jahre ikonisch umgesetzt werden sollte, tauchte in dieser Schaffensperiode erstmalig auf.
Großen Eindruck machte auf den jungen Maler die Begegnung mit Diego Rivera, der in San Francisco in der ersten Hälfte der 1930er Jahre einige Auftragsarbeiten im öffentlichen Raum ausführte und in der Stadt die Gründung einer eigenen Wandmalerei-Bewegung namens „Mission Muralismo“ initiierte.. Park setzte sich in der Folge intensiv, wenn auch sehr kritisch, sowohl mit dem mexikanischen Muralismo als auch mit dem Sozialistischen Realismus sowjetrussischer Prägung auseinander.
Auch in der zweiten Hälfte der 1930er Jahre blieb Pablo Picasso das maßgebliche Vorbild für David Park. Seine Beschäftigung mit jüngeren und jüngsten Arbeiten des Spaniers führte ihn ab etwa 1936 vorübergehend zu einer flächigeren Malerei, in der die figurativen Motive durch Geometrisierung stark dynamisiert wurden. Zwar versuchte Park diese Motive im Laufe der folgenden Jahre stetig durch stärkere Abstrahierung zu größerer Ruhe, Klarheit und Einfachheit weiterzuentwickeln, doch führte dieser Reifungsprozess, den der Künstler während der Kriegsjahre durchlief, vorerst noch zu keinen befriedigenden Ergebnissen.
In den 1930er und 1940er Jahren nahm Park an zahllosen Gruppenausstellungen in der Bay-Area-Region teil, eine Vielzahl davon am San Francisco Museum of Art, das 1939 und 1940 auch Einzelausstellungen von Arbeiten des Künstlers ausrichtete.

### 1940er Jahre: Abstraktion
Ab der ersten Hälfte der 1940er Jahre machte sich in Parks Malerei auch der Einfluss zeitgenössischer US-amerikanischer Vorbilder bemerkbar, dem der vom Kriegsdienst freigestellte Künstler nunmehr auch an seinem Arbeitsplatz ausgesetzt war: Der Lehrkörper der California School of Fine Arts (CSFA), an der Park ab 1943 unterrichtete, wurde von Douglas MacAgy als dem neuen Rektor der Schule in den Jahren 1945 und 1946 deutlich verjüngt, unter anderem nahmen der von der Ost- an die Westküste übergewechselte "Abstrakte" Clyfford Still und der junge experimentierfreudige Kalifornier Elmer Bischoff Lehraufträge an.
Unter dem Einfluss Stills, aber auch Mark Rothkos, den MacAgy für ein einsemestriges Gastlektorat an der CSFA gewinnen konnte, entwickelte sich die Schule zum Brennpunkt eines kalifornischen Ablegers des Abstrakten Expressionismus. Der aus dieser Dynamik resultierende Anpassungsdruck war enorm: Bis Ende der 1940er Jahre malte eine überwältigende Mehrheit der Lehrenden wie der Studierenden an der CSFA nicht-gegenständlich abstrakt, darunter auch David Park selbst.
Doch schon bald – vielleicht, weil seine eigenen Versuche auf dem Gebiet der Non-Objective Abstraction zu keinen befriedigenden Ergebnissen führten, vielleicht auch, weil ihm die erdrückende Dominanz des Abstrakten Expressionismus an den Kunstschulen der Ost- und Westküste zusehends bedenklich erschien – entwickelte Park gegen die von der Kunsttheorie als „rettender Ausweg“ aus der Krise der Leinwandmalerei gepriesene Gegenstandslosigkeit innere Widerstände. Diese veranlassten ihn schließlich im Spätsommer des Jahres 1949 dazu, seine abstrakt-expressionistischen Arbeiten der letzten Jahre – bezeichnenderweise auf Berkeleys städtischem Müllplatz – der physischen Zerstörung zuzuführen, um sich erneut – gegen den Trend der Zeit – der Figuration zuzuwenden.
Wie Parks Biograf Richard Armstrong betont, handelte es sich um eine Entscheidung, die Park „in geografischer wie künstlerischer Isolation“ traf. Bereits im Frühling des Jahres 1950 stellte der Künstler erstmals öffentlichkeitswirksam in der Bay-Area-Region figürliche Arbeiten aus. Vorerst stieß er damit jedoch überwiegend auf Ablehnung und Unverständnis, auch befreundete Kollegen und spätere Weggefährten des sogenannten Bay Area Figurative Movement wie Richard Diebenkorn und Elmer Bischoff standen Parks neo-figurativen Arbeiten anfangs verständnislos gegenüber.

### 1950er Jahre: Neue Figuration
Parks zehn Jahre währende reife Schaffensperiode – nun erneut als Maler einer narrativen Figuration – wird von Richard Armstrong stilistisch in drei Phasen eingeteilt:
In einer ersten Phase, die – der Übergang in die darauffolgende Phase verlief fließend – bis etwa 1955 andauerte, entwickelte Park einen „anekdotischen“ Stil von an Filmstills erinnernden bildnerischen Momentaufnahmen. Dargestellt sind Alltagsszenen.
Park legte in dieser Phase Wert auf größtmögliche Tiefenwirkung der Komposition, die er mit zum Teil verblüffend einfachen Mitteln erreichte, etwa dem Blick über die Schulter einer in Rückenansicht angeschnittenen Figur in die Tiefe des Raumes. Neben diesem Konzept des „layered space“, also einer klaren Staffelung des Bildraumes in einen sehr nahen Vordergrund, einen Mittelgrund und einen bisweilen weit entfernten Hintergrund, identifiziert Armstrong auch das Konzept des „crowded space“, eines Bildausschnitts, der begrenzte Sicht auf Gruppen von angeschnittenen Figuren freigibt. Architektonische und landschaftliche Elemente spielen in diesen Räumen, in denen Figuren dicht gedrängt sitzen oder stehen, kaum eine Rolle.
Einzelausstellungen mit neuen Arbeiten des Künstlers richteten 1953 die King Ubu Gallery in San Francisco und 1954 die Paul Kantor Gallery in Los Angeles aus. Verkaufstechnisch waren beide Ausstellungen große Misserfolge. Finanziell von seiner Frau Lydia abhängig – seinen Lehrauftrag an der CSFA hatte Park im Jahr 1952 aus Protest gegen die Entlassung eines Kollegen aufgegeben – konzentrierte sich Park ganz auf seine eigene Malerei. Als Atelier diente ihm, der zu den Räumlichkeiten der Kunstschule nun keinen Zugang mehr hatte, vorübergehend das Wohnzimmer der eigenen Familie.
In diesen Zeiten der persönlichen Krise entstand jedoch auch eine Anzahl von durch ihre Direktheit und Einfachheit beeindruckenden Portraits von Familienmitgliedern und Freunden des Malers.
Ganzfigürliche Darstellungen auf großformatigen Leinwänden dominierten die zweite Phase, in der sich Parks neuer figurativer Stil ab etwa 1953 von der Genre-Haftigkeit der ersten Phase zu einer gewissen Monumentalität und Gleichnishaftigkeit wandelte. In wesentlich schlichter konstruierten Bildräumen, die nun nicht mehr als konkrete Orte erkennbar sind, lag das Hauptaugenmerk des Künstlers mehr als zuvor auf der Behandlung von Licht und Atmosphäre. „Park vollzog den Übergang von der Darstellung des verortbar Alltäglichen hin zu einem figurativen Symbolismus, der auf universelle menschliche Bedingungen anspielt.“
In dieser Schaffensperiode entstanden Parks ikonische Darstellungen von Ruderboot- und Kanufahrenden, von Badenden an Gewässern, von unterschiedlich großen Gruppen von Akten, die meist vor einen räumlich nicht weiter gegliederten Hintergrund gestellt sind. Figuren und Hintergründe sind in pastosem Farbauftrag mit einer laut Richard Armstrong eigentlich „der Malerei des Abstrakten Expressionismus inhärenten gestischen Freiheit“ ausgeführt. Armstrong deutet dies als das bewusste „Infundieren abstrakter Werte“ in die Gegenständlichkeit.
Park malte überwiegend aus dem Gedächtnis, auch Kindheits- und Jugenderinnerungen an die in New Hampshire verbrachten Sommerfrischen fanden Eingang in einen sehr begrenzten, sich zunehmend verdichtenden motivischen Kanon. Neben den figurativen Arbeiten entstanden in dieser Phase auch einige Stillleben, sowie im Jahr 1959 eine Reihe von zum Teil überlebensgroß, nunmehr stark schematisiert, in sehr lebendigem Ductus ausgeführten Köpfen.
Im Jahr 1957 richtete das Oakland Museum of California eine Contemporary Bay Area Figurative Painting betitelte Gruppenausstellung aus, in der neben den drei als Hauptvertreter des Bay Area Figurative Movement identifizierten David Park, Richard Diebenkorn und Elmer Bischoff, mit Theophilus Brown, Paul Wonner und James Weeks auch weitere wichtige Weggefährten Parks vertreten waren. Die Ausstellung machte mit Nachdruck deutlich, welch maßgebliche Rolle Park bei der Gründung der Bewegung gespielt hatte.
Die Phase der monumentalen Gruppengemälde bewegte sich in den Jahren 1958 und 1959 mit Werken wie „Four Women“ und „Ethiopia“ (beide 1959) auf einen Höhepunkt zu, der durch Parks Knochenkrebserkrankung und die daraus resultierende körperliche Schwächung, die ihm ein Fortsetzen der Leinwandmalerei verunmöglichte gegen Ende des Jahres 1959 jäh endete.
Eine dritte Phase der durch den körperlichen Verfall erzwungenen Beschränkung auf kleinformatige Arbeiten auf Papier, zumeist Gouachen, aber auch grafische Arbeiten in Mischtechnik, generierte in den letzten Lebensmonaten Parks noch einmal einen beeindruckenden Output an kraftvollen, farbenfrohen Arbeiten, darunter auch eine unbetitelte, als „David Park Scroll“ bekannte Papierrolle von 30 cm Höhe und über neun Metern Länge, die in Mischtechnik – unter anderem mit farbigem Filzstift – durchgehend mit alltäglichen Szenen aus Parks Bostoner Kindheit und Jugend bemalt ist.

### Tod und Vermächtnis
David Parks künstlerische Produktion kam um die Jahresmitte 1960 krankheitsbedingt vollständig zum Erliegen. Der Künstler starb am 20. September 1960 49-jährig in seinem Zuhause in Berkeley.
Die New Yorker Staempfli Gallery richtete im Jahr 1961 eine Gedächtnisausstellung aus, in der Parks späte Arbeiten auf gemischte Resonanz stießen. Durch seinen frühen Tod drohte Park im schnelllebigen US-Kunstbetrieb, der sich in den 1960er Jahren enthusiastisch der Pop-Art zuwandte, rasch und fast völlig in Vergessenheit zu geraten.
Eine Wanderausstellung, die 1988/89 im Whitney Museum of American Art in New York und 1989 im Oakland Museum (1989) gezeigt wurde, rief das figurative Œuvre des Künstlers – die Ausstellungsmacher konzentrierten sich in ihrer Präsentation bewusst auf die Jahre 1950–1960 – ins Gedächtnis der US-Kunstwelt zurück. In den Jahren seit 1990 sorgten weitere Publikationen und Ausstellungen – einerseits der Bay Area Figuration gewidmete Gruppenausstellungen, andererseits die große David-Park-Retrospektive im SFMOMA (2020/21) – für ein Wiedererwachen des öffentlichen Interesses am Œuvre des Malers und der von ihm initiierten Blüte neo-figurativer Leinwandmalerei an der Westküste der USA.